# Nederlands kampioenschap 10 km 2009
Het Nederlands kampioenschap 10 km 2009 vond plaats op 6 september 2009. Het was de zesde keer dat de Atletiekunie een wedstrijd organiseerde met als inzet de nationale titel op de 10 km. De wedstrijd vond plaats in de stad Tilburg tijdens het hardloopevenement Tilburg Ten Miles.
Nederlands kampioen 10 km bij de mannen werd Martin Lauret en bij de vrouwen won Merel de Knegt de titel.

## Uitslagen

### Mannen
| Rang   | Atleet             | Vereniging           | Tijd  |
| ------ | ------------------ | -------------------- | ----- |
| Goud   | Martin Lauret      | AV Castricum         | 28.54 |
| Zilver | Koen Raymaekers    | Hellas               | 29.01 |
| Brons  | Patrick Stitzinger | AV Pegasus           | 29.12 |
| 4      | Michel Butter      | AV Castricum         | 29.19 |
| 5      | Greg van Hest      | Tilburg Road Runners | 29.24 |
| 6      | Tom Wiggers        | AV Castricum         | 29.44 |
| 7      | Ronald Schröer     | Hera                 | 29.48 |
| 8      | Abdi Nageeye       | AV'34                | 29.50 |
| 9      | Robert Ton         | Phanos               | 29.50 |
| 10     | Colin Bekers       | Tilburg Road Runners | 29.54 |

### Vrouwen
| Rang   | Atleet               | Vereniging           | Tijd  |
| ------ | -------------------- | -------------------- | ----- |
| Goud   | Merel de Knegt       | Tilburg Road Runners | 34.01 |
| Zilver | Ilse Pol             | Running 2000         | 35.11 |
| Brons  | Ruth van der Meijden | VAV                  | 35.19 |
| 4      | Marieke Falkmann     | Groningen Atletiek   | 35.19 |
| 5      | Andrea Deelstra      | AV Heerenveen        | 35.35 |
| 6      | Miriam van Reijen    | Phanos               | 35.35 |
| 7      | Ingrid Versteegh     | AV Sprint            | 35.37 |
| 8      | Jolanda Verstraten   | Scopias              | 35.46 |
| 9      | Nadezhda Wijenberg   | AV Unitas            | 35.49 |
| 10     | Heleen Plaatzer      | Cifla                | 35.53 |

1999 ·
2005 ·
2006 ·
2007 ·
2008 ·
2009 ·
2010 ·
2011 ·
2012 ·
2013 ·
2014 ·
2015 ·
2016 ·
2017 ·
2018 ·
2019 ·
2021 ·
2022 ·
2023